# Rhododendron myrsinites
Rhododendron myrsinites är en ljungväxtart som beskrevs av Herman Otto Sleumer. Rhododendron myrsinites ingår i släktet rododendron, och familjen ljungväxter. Inga underarter finns listade i Catalogue of Life.